# Левин, Лев Юрьевич
Лев Ю́рьевич Ле́вин (род. 7 июля 1976) — российский горный инженер, специалист по рудничной аэрологии (газо- и аэрозоль-динамика, тепло- и массообмен в шахтах), доктор технических наук (2010), профессор, член-корреспондент РАН (2022), заместитель директора по научной работе Горного института УрО РАН.

## Биография
Родился 7 июля 1976 года[где?].
В 1998 году окончил Пермский государственный технический университет по специальности «Теплогазоснабжение и вентиляция», получив квалификацию инженера.
В 2004 году получил учёную степень кандидата технических наук (диссертация «Исследование и разработка энергосберегающих систем воздухоподготовки для рудников»), а в 2010 — доктора технических наук по специальности «Геомеханика, разрушение горных пород, рудничная аэрогазодинамика и горная теплофизика» (диссертация «Теоретические и технологические основы ресурсосберегающих систем воздухоподготовки рудников»).
Заместитель директора ГИ УрО РАН, заведующий отделом аэрологии и теплофизики. Совмещает научную работу с преподавательской деятельностью, занимает должность профессора кафедры «Разработка месторождений полезных ископаемых» в Пермском политехническом университете: с 2006 года читает лекции и проводит практические занятия по дисциплинам «Аэрология горного производства», «Рудничная вентиляция», «Термодинамические процессы горного производства», руководит научно-исследовательской работой и производственной практикой студентов. Являлся профессором кафедры физических процессов горного и нефтегазового производства ПГНИУ.
Входит в состав редколлегий журналов «Горное эхо», «Вестник ПФИЦ УрО РАН», «Construction and Geotechnics». Член Объединённого учёного совета ПФИЦ УрО РАН, экспертного совета ВАК по проблемам разработки месторождений твердых полезных ископаемых, диссертационных советов Д 212.271.16 и 24.1.201.02, эксперт РАН и ФГБУН НИИ РИНКЦЭ.
Осуществляет научное руководство аспирантами по направлению подготовки 25.00.20 — «Геомеханика, разрушение горных пород, рудничная аэрогазодинамика и горная теплофизика» и 05.06.01 — «Науки о Земле» в Пермском федеральном исследовательском центре УрО РАН. Под его руководством подготовлено и защищено 4 кандидатские диссертации.
Лауреат премии II степени Пермского края в области наук о Земле (2008). Именной стипендиат Пермского края I категории (2009). Награждён грамотой Уральского отделения РАН «За многолетний добросовестный труд и успешное содействие развитию фундаментальных и прикладных научных исследований».

## Научная деятельность
Автор около 190 научных публикаций, в том числе 3 монографий, 14 авторских свидетельств и патентов на изобретения.
Является руководителем Пермской научной школы по рудничной вентиляции и горной теплофизики.
Разработал теоретические и технологические основы расчета, прогноза и управления тепловым режимом рудников, основанные на математическом моделировании сопряжённого теплообмена вентиляционного воздуха с породным массивом, усовершенствованы методы расчета тепло- и массопереноса в сети горных выработок с учётом тепловыделений от подземных техногенных источников; исследованы процессы формирования ледопородного ограждения в различных слоях горных пород с дифференциальным учётом протекающих в них термогидромеханических и аэрологических процессов, разработана и внедрена интеллектуальная система мониторинга и управления состоянием ледопородных ограждений строящихся шахтных стволов; разработана система прогнозирования аэрогазодинамических процессов в рудничных вентиляционных сетях, обеспечивающая безопасность ведения горных работ в штатных и аварийных режимах проветривания рудников.